# Kabupaten Pangandaran
Kabupaten Pangandaran (engelska: Pangandaran Regency) är ett kabupaten i Indonesien.   Det ligger i provinsen Jawa Barat, i den västra delen av landet, 250 km sydost om huvudstaden Jakarta.